# Emmanuel Korir
Emmanuel Kipkurui Korir (* 15. června 1995) je keňský atlet, běžec na 400 a 800 metrů. Je aktuálním olympijským vítězem i mistrem světa v běhu na 800 metrů.

## Kariéra
Kariéru začínal jako sprinter, ke středně dlouhým tratím ho přivedl proslulý irský trenér Brother Colm O'Connell. Na mistrovství světa 2017 skončil v běhu na 800 metrů v semifinále s osmým časem mimo postupové pozice. Následující rok již ovládl Africký šampionát se štafetou na 4×400 metrů. Na posunutých olympijských hrách 2020 na trati 800 metrů postoupil o pouhé tři setiny sekundy ze semifinále, ve finále ale přemožitele nenašel a doběhl si pro olympijské zlato. Prvenství zopakoval i na následujícím mistrovství světa v Oregonu.

## Osobní rekordy
- běh na 400 metrů – 44.21 (Nairobi 2018)
- běh na 800 metrů – 1:42.05 (Londýn 2018)
  - 800 metrů v hale – 1:44.21 (New York 2018)
- běh na 1000 metrů – 2:18.19 (Monako 2022)